# Уругвай на летних Олимпийских играх 2000
Уругвай принимал участие в Летних Олимпийских играх 2000 года в Сиднее (Австралия) в семнадцатый раз за свою историю, и завоевал одну серебряную медаль.

## 02!Серебро
- Велоспорт, мужчины — Мильтон Винантс.

## Состав олимпийской сборной Уругвая

### Велоспорт

#### Трековый велоспорт
Спортсменов — 1
Победители определялись по результатам одного соревновательного дня. В гите победителей определяли по лучшему времени, показанному на определённой дистанции, а в гонке по очкам и мэдисоне по количеству набранных баллов.
Мужчины
| Спортсмен       | Соревнование   | Результат    | Место |
| Спортсмен       | Соревнование   | Время Очки   | Место |
| --------------- | -------------- | ------------ | ----- |
| Мильтон Винантс | Гонка по очкам | 18 (-1 круг) | 2     |

### Дзюдо
Спортсменов — 1
Соревнования по дзюдо проводились по системе на выбывание. В утешительные раунды попадали спортсмены, проигравшие полуфиналистам турнира. Два спортсмена, одержавших победу в утешительном раунде, в поединке за бронзу сражались с проигравшими в полуфинале.
Мужчины
| Соревнование | Спортсмены      | Первый раунд       | Второй раунд                      | 1/8 финала                        | Четвертьфинал                    | Полуфинал                         | Финал                          | Место |
| Соревнование | Спортсмены      | Соперник Результат | Соперник Результат                | Соперник Результат                | Соперник Результат               | Соперник Результат                | Соперник Результат             | Место |
| ------------ | --------------- | ------------------ | --------------------------------- | --------------------------------- | -------------------------------- | --------------------------------- | ------------------------------ | ----- |
| до 81 кг     | Альваро Пасейро | Не участвовал      | Фарход Тураев (UZB) В 1010 — 0000 | Ц.-А. Очирбат (MGL) В 1001 — 0000 | М. Такимото (JPN) П 0001 — 0001  | Завершил выступление              | Завершил выступление           | 5     |
| до 81 кг     | Альваро Пасейро | Не участвовал      | Фарход Тураев (UZB) В 1010 — 0000 | Ц.-А. Очирбат (MGL) В 1001 — 0000 | Утешительный турнир              |                                   |                                | 5     |
| до 81 кг     | Альваро Пасейро | Не участвовал      | Фарход Тураев (UZB) В 1010 — 0000 | Ц.-А. Очирбат (MGL) В 1001 — 0000 | Р. Селиханов (KAZ) В 1001 — 0000 | Квак Ок Чхоль (PRK) В 1000 — 0001 | Н. Делгаду (POR) П 0000 — 1011 | 5     |

### Парусный спорт
Спортсменов — 1
Мужчины
| Класс | Спортсмены     | Гонка | Гонка | Гонка | Гонка | Гонка | Гонка | Гонка | Гонка | Гонка | Гонка | Гонка | Очки | Место |
| Класс | Спортсмены     | 1     | 2     | 3     | 4     | 5     | 6     | 7     | 8     | 9     | 10    | 11    | Очки | Место |
| ----- | -------------- | ----- | ----- | ----- | ----- | ----- | ----- | ----- | ----- | ----- | ----- | ----- | ---- | ----- |
| Лазер | Адольфо Каррау | 20    | 35    | 29    | 25    | 27    | 27    | 33    | 27    | 21    | 29    | 25    | 230  | 30    |

### Плавание
Спортсменов — 2
В следующий раунд на каждой дистанции проходили лучшие спортсмены по времени, независимо от места занятого в своём заплыве.
Мужчины
| Спортсмен   | Соревнование   | Предварительные заплывы | Предварительные заплывы | Полуфиналы | Полуфиналы | Финал     | Финал     |
| Спортсмен   | Соревнование   | Результат               | Место                   | Результат  | Место      | Результат | Место     |
| ----------- | -------------- | ----------------------- | ----------------------- | ---------- | ---------- | --------- | --------- |
| Диего Галло | 100 м на спине | 58,18                   | 41                      | Не прошёл  | Не прошёл  | Не прошёл | Не прошёл |

Женщины
| Спортсменка       | Соревнование   | Предварительные заплывы | Предварительные заплывы | Полуфиналы | Полуфиналы | Финал     | Финал     |
| Спортсменка       | Соревнование   | Результат               | Место                   | Результат  | Место      | Результат | Место     |
| ----------------- | -------------- | ----------------------- | ----------------------- | ---------- | ---------- | --------- | --------- |
| Серрана Фернандес | 100 м на спине | 1:06,57                 | 38                      | Не прошла  | Не прошла  | Не прошла | Не прошла |

### Стрельба
Спортсменов — 1
После квалификации лучшие спортсмены по очкам проходили в финал, где продолжали с очками, набранными в квалификации. В некоторых дисциплинах квалификация не проводилась. Там спортсмены выявляли сильнейшего в один раунд.
Мужчины
| Спортсмен   | Соревнование   | Квалификация | Место | Финал     | Место     | Всего | Место |
| ----------- | -------------- | ------------ | ----- | --------- | --------- | ----- | ----- |
| Луис Мендес | Пистолет, 10 м | 556          | 41    | Не прошёл | Не прошёл | 556   | 41    |